# South Africa International 2015
Die South Africa International 2015 im Badminton fanden vom 3. bis zum 6. Dezember 2015 in Kapstadt statt.

## Sieger und Platzierte
| Disziplin    | Gold                                         | Silber                          | Bronze                                   |
| ------------ | -------------------------------------------- | ------------------------------- | ---------------------------------------- |
| Herreneinzel | Howard Shu                                   | Emre Vural                      | Edwin Ekiring                            |
| Herreneinzel | Howard Shu                                   | Emre Vural                      | Martin Giuffre                           |
| Dameneinzel  | Telma Santos                                 | Laura Sárosi                    | Jeanine Cicognini                        |
| Dameneinzel  | Telma Santos                                 | Laura Sárosi                    | Cemre Fere                               |
| Herrendoppel | Vatannejad-Soroush Eskandari Farzin Khanjani | Andries Malan Willem Viljoen    | Mohamed Abderrahime Belarbi Adel Hamek   |
| Herrendoppel | Vatannejad-Soroush Eskandari Farzin Khanjani | Andries Malan Willem Viljoen    | Ali Ahmed El Khateeb Abdelrahman Kashkal |
| Damendoppel  | Cemre Fere Ebru Yazgan                       | Stacey Doubell Jade Kraemer     | Lee-Ann De Wet Jennifer Fry              |
| Damendoppel  | Cemre Fere Ebru Yazgan                       | Stacey Doubell Jade Kraemer     | Louise Hedberg Anri Schoonees            |
| Mixed        | Andries Malan Jennifer Fry                   | Abdelrahman Kashkal Hadia Hosny | Dorian James Shereen Matthews            |
| Mixed        | Andries Malan Jennifer Fry                   | Abdelrahman Kashkal Hadia Hosny | James Hilton McManus Jade Kraemer        |